# Янишин Микола Олександрович
Микола Олександрович Янишин (15 березня 1986, м. Гнівань, Вінницька область — 5 травня 2022) — український військовослужбовець, головний сержант Збройних сил України, учасник російсько-української війни. Герой України (2023).

## Життєпис
Микола Янишин народився 15 березня 1986 року в місті Гнівані на Вінниччині.
2001 року закінчив Шендерівську загальноосвітню школу, 2004 — Гніванське ПТУ-12, 2006 — Іллінецький коледж Вінницького аграрного університету.
Протягом 2006—2007 років проходив строкову службу в Збройних силах України. У 2007—2016 та 2019—2021 роках працював на різних підприємствах. У 2016—2019, від 2021 — служив у танковому батальйоні 30-ї окремої механізованої бригади. Учасник АТО/ООС; від 24 лютого 2022 — на фронті.
Загинув 5 травня 2022 року.

## Нагороди
- звання Герой України з удостоєнням ордена «Золота Зірка» (8 липня 2023, посмертно) — за особисту мужність і героїзм, виявлені у захисті державного суверенітету та територіальної цілісності України, самовіддане служіння Українському народові[1].